# 購買力
購買力（こうばいりょく、英: Purchasing power）とは、1単位の通貨で購入できる財やサービスの量のことである。例えば、1950年代に1単位の通貨を持って店に行くと、現在よりも多くの品物を買うことができ、1950年代には通貨の購買力が高かったことを示している。 
貨幣所得が同じでも、物価水準が上がれば、その分購買力は低下する。しかし、物価水準よりも貨幣所得の上昇の方が速い場合もあるので、インフレは必ずしも貨幣所得の購買力を低下させるとは限らない。実質所得とは、インフレ調整後の所得を指すので、実質所得が高ければ高いほど、購買力が高いことを意味する。
伝統的に、貨幣の購買力は金や銀の価値に大きく依存していたが、市場における特定の商品の入手可能性と需要にも左右されていた。現代のほとんどの不換紙幣は、米ドルのように、商品やサービスの代金を国際的に移転する目的で、流通市場において互いに商品貨幣と交換されている。
アダム・スミスが指摘したように、貨幣を持つことは他人の労働を「命令」する能力を与えるので、購買力はある程度、他人が自分の労働や財を貨幣や通貨と交換しようとする範囲で、他人に対する権力となるのである。
物価指数では、基準年の値を100として正規化するのが一般的である。ある年の通貨単位、例えば1ドルの購買力を基準年のドルで表すと、100/Pとなり、Pはその年の物価指数となる。つまり、定義によれば、1ドルの購買力は物価水準が上昇するにつれて減少する。
アダム・スミスは、購買力の単位として1時間の労働を使用した。したがって、価値は、与えられた量を生産する（または同じものを購入するのに十分な量の価値がある他の財を生産する）ために必要な労働時間で測定される。
EUROSTATは、購買力平価（PPS）を人工的な通貨単位と定義している。